# علي زين العابدين
أَبُو مُحَمَّدٍ، عَلِيُّ بْنُ ٱلْحُسَيْنِ بْنِ عَلِيِّ بْنِ أَبِي طَالِبٍ، ٱلْهَاشِمِيُّ، ٱلْعَلَوِيُّ ، ٱلْمَدَنِيُّ، ٱلْقُرَشِيُّ، زَيْنُ ٱلْعَابِدِينَ، ٱلسَّجَّادُ (وُلد يومَ 5 من شعبان 38 هـ، بالمدينة المنورة، وتُوُفّيَ بها يومَ 25 من المحرم، سنةَ 95 هـ): رابعُ أئمة الشيعة جميعًا. وكان في زمانه في التاريخ الإسلامي كثيرٌ من الوقائع، منها: معركة كربلاء، التي شَهِدَها وهو ابْنُ 23 سنة، وقُتل فيها أبوه الحُسَينُ بْنُ علي، ورجال أهل بيته، إلَّا أنَّه كان مريضًا؛ فلمْ يُقاتِل، وأُخِذ أسيرًا، ومنها: واقعة الحَرَّة، وثورة التوابين، وثورة المختار الثقفي.
ونُسِبَت إليه آثارٌ، منها: الصحيفةُ السجادية في الأدعية، وهي أشهَرُها، وهي عند الشيعة أهم كتابٍ بعد نهج البلاغة لعليِّ بْنِ أبي طالب، والقرآنِ الكريم. ورسالة الحقوق، والمُناجَيَات الخمسَ عشْرةَ، ودعاء أبي حمزةَ الثُّمالي، وقصيدة ليس الغريب،  وكتابُ عليِّ بْنِ الحسين، وديوان، ومُصحًف بخطه.

## نسبه
هو: علي بن الحسين بن علي بن أبي طالب بن عبد المطلب بن هاشم بن عبد مناف بن قصي بن كلاب بن مرة بن كعب بن لؤي بن غالب بن فهر بن مالك بن النضر جد قريش بن كنانة بن خزيمة بن مدركة بن إلياس بن مضر بن نزار بن معد بن عدنان. كُني بأبي الحسن، وأبي محمد، ومن ألقابه التي عرف بها زين العابدين، وسيد الساجدين والعابدين، والسجاد، لُقب به لكثرة سجوده وذو الثَّفِنات (بكسر الفاء).
وقد اختلف المؤرخون حول والدته واسمها وأصلها، وغالبية الأسماء المتداولة لها تظهر أنها عربية، فقيل إن اسمها فاطمة، وقيل برة، وقيل حرار، وقيل خولة، وقيل غزالة، وقيل سلافة، وقيل سلامة وبلفظ آخر سلمة، وقيل مريم، وقيل سادرة، واختلف حول أصلها كذلك، إذ هناك من قال إنها أعجمية من سبي السند وآخر قال إنها من سبي كابل، وهناك أقوال متأخرة للغاية خالفت المتقدمين، وقالت إنها شهربانو ابنة يزدجرد الثالث آخر ملوك الفرس وحفيد كسرى الثاني، وهي أقوال لم تذكر في كتب الأولين، وظهرت بعد ظهور الشعوبية، وقد وضع على هذا القول أحاديث كثيرة. وقال محمد بن سعد البغدادي وأبو محمد بن قتيبة الدينوري أنها امرأة من السند. وقد رد مرتضي المطهري وجعفر شهيدي روايات زواج الحسين من شهربانو واعتبروها من الأحاديث الموضوعة وغير الصحيحة، ومن المندسات في كتب الشيعة.

### أولاده
| - محمد الباقر - عبد الله الباهر - الحسن - الحسين (وأمهم فاطمة بنت الحسن) | - زيد بن علي - عمر - الحسين الأصغر - عبد الرحمن | - سليمان - علي - محمد الأصغر - علية | - فاطمة - عائشة - خديجة - أم كلثوم |

## سيرته عند أهل السنة والجماعة
هو عند أهل السنة واحد من أهل البيت وابن الحسين سيد شباب أهل الجنة وله من الفضل والعلم ما لا ينكره أحد. برز على الصعيد العلمي والديني، إمامًا في الدين ومنارًا في العلم، ومرجعًا ومثلًا أعلى في الورع والعبادة والتقوى حتى سلم المسلمون جميعًا في عصره بأنه أفقه أهل زمانه وأورعهم وأتقاهم. فقال الزهري، وهو من معاصريه: «ما رأيت قرشيًا أفضل منه»، وقال سعيد بن المسيب وهو من معاصريه أيضًا: «ما رأيت قط أفضل من علي بن الحسين»، وقال الإمام مالك: «سمي زين العابدين لكثرة عبادته»، وقال سفيان بن عيينة «ما رأيت هاشميًا أفضل من زين العابدين ولا أفقه منه»، وعده الشافعي أنه: «أفقه أهل المدينة ».
قال شعيب بن أبي حمزة، عن الزهري: كان علي بن الحسين من أفضل أهل بيته، وأحسنهم طاعة، وقال معمر، عن الزهري: لم أدرك من أهل البيت أفضل من علي بن الحسين. وقال ابن وهب، عن مالك: لم يكن في أهل بيت رسول الله صلى الله عليه وسلم مثل علي بن الحسين، وهو ابن أمةً.
قال الأصمعي: لم يكن للحسين بن علي عقب إلا من ابنه علي بن الحسين، ولم يكن لعلي ولد إلا من أم عبد الله بنت الحسن، وهي ابنة عمه، قال سعيد بن عامر، عن جويرية بن أسماء: ما أكل علي بن الحسين بقرابته من رسول الله صلى الله عليه واله وسلم درهمًا قط. وقال يونس بن بكير، عن [ [ محمد بن إسحاق ] ] : كان ناس من أهل المدينة يعيشون لا يدرون من أين كان معاشهم، فلما مات على بن الحسين فقدوا ما كانوا يؤتون به بالليل.
واشتهر «علي ابن الحسين» زين العابدين بالورع والطاعة والتقوى وكان عابدًا زاهدًا، وقد أوردت كتب الشيعة ادعيت باسم «الصحيفة السجادية» لهذا الإمام مليئة بالادعية الخالصة لله

## سيرته عند الشيعة
تمتد مدة إمامته 34 عامًا من سنة 61 إلى 95 هجرية. وجاء في تسميته بذي الثفنات، أنّ ابنه محمد الباقر قال: «كان لأبي في موضع سجوده آثار ثابتة وكان يقطعها في السنة مرتين، في كل مرة خمس ثفنات، فسمي ذا الثَّفِنات لذلك» 
وردت في كتب الشيعة أدعية لعلي بن الحسين باسم الصحيفة السجادية  وهي أدعية خالصة لله وحده.
لقد توفّرت لعلي بن الحسين جميع المكوّنات التربوية الرفيعة التي لم يظفر بها أحد سواه، وقد عملت على تكوينه وبناء شخصيّته بصورة متميّزة، جعلته في الرعيل الأول من أئمّة المسلمين الذين منحهم الرسول ثقته، وجعلهم قادة لاُمّته واُمناء على أداء رسالته. نشأ الامام في أرفع بيت وأسماه ألا وهو بيت النبوّة والإمامة الذي أذن الله أن يرفع ويذكر فيه اسمه ، ومنذ الأيام الاُولى من حياته كان جده علي بن أبي طالب يتعاهده بالرعاية، فكان الحفيد صورة صادقة عن جدّه، يحاكيه ويضاهيه في شخصيّته ومكوّناته النفسية. كما عاش علي بن الحسين في كنف عمّه الحسن بن علي، إذ كان يغدق عليه من عطفه وحنانه، وكان طوال هذه السنين تحت ظلّ والده الحسين الذي رأى في ولده امتدادًا ذاتيًّا ومشرقًا لروحانيّة النبوّة ومُثُل الإمامة، فأولاه المزيد من رعايته وعنايته، وقدّمه على بقية أبنائه، وصاحَبَه في أكثر أوقاته.

## علي بن الحسين في كربلاء
تؤكد المصادر التاريخية أنّ علي زين العابدين كان حاضرًا في كربلاء إذ شهد واقعة الطفّ بجزئياتها وتفاصيلها، وكان شاهدًا عليها ومؤرخًا لها. إن المؤكد في الكثير من المصادر التاريخية، أو المتفق عليه فيها أنه كان يوم الواقعة مريضًا أو موعوكًا
والظاهر هو أنّ علي السجاد خرج مع أبيه الحسين وأهل بيته من المدينة إلى مكة، بعد أن رفض الحسين إعطاء البيعة ليزيد وكان ذلك في رجب أو شعبان من سنة 60 للهجرة.
وفي 3 من ذي الحجة سنة 60 هـ (وقيل 8 منه، أي يوم التروية) خرج ركب أهل البيت من مكة متوجهًا نحو العراق.وفي كربلاء ذاق علي بن الحسين، مع زوجته فاطمة بنت الحسن وابنه محمد الباقر، مرارة عطش الطف وعانى من مرضه مدة 8 أيام متوالية أي من 2 محرم حتى 10 منه والظاهر أنّ المرض امتدّ به حتى وصوله الكوفة وسمِع جميع خطب أبيه الحسين الموجّهة لعساكر بني أمية، ورأى أباه الحسين يصلي ليلة العاشر من محرم ويتلو كتابه حتى طلوع الفجر وكانت تلك سجية الحسين في كثرة صلاته.[1]
وفي ظهر يوم العاشر من محرم، دخل الحسين على أبنه وأوصاه بوصاياه، وسلّمه بعضًا من مواريث الإمامة كخاتمه، وكانت آخر وصية له:«يا بني، أوصيك بما أوصى به جدك رسول الله عليًا حين وفاته، وبما أوصى جدّك عليّ عمك الحسن، وبما أوصاني به عمّك إياك وظلم من لا يجد عليك ناصرًا إلا الله». ثم ودعه ومضى إلى ميدان المعركة الأخيرة التي توفي فيها.وكان السجاد مريضًا يوم عاشوراء، فلم يكن قادرًا على القتال وقيل أنه قاتل قليلًا ثم أتعبه المرض، ولكنه بعيد. يقول ابن سعد في طبقاته: «كان علي بن الحسين مع أبيه بطف كربلاء وعمره إذ ذاك 23 سنة لكنه مريضًا ملقى على فراشه وقد أنهكته العلّة والمرض ولما استشهد والده، قال شمر بن ذي الجوشن: اقتلوا هذا الغلام؛ فقال بعض أصحابه: أنقتل فتى حدثًا مريضًا لم يقاتل ؟! فتركوه».

## علي بن الحسين في الكوفة
عندما أدخلوا علي بن الحسين على عبيد الله بن زياد في الكوفة، سأله من أنت؟ فقال: «أنا عليّ بن الحسين»، فقال له:

أليس قد قتل الله عليّ بن الحسين؟ فقال علي السجاد: «قد كان لي أخ يسمّى عليًّا قتله الناس، فقال ابن زياد: بل الله قتله، فقال علي زين العابدين: (الله يتوفّى الأنفس حين موتها)، فغضب ابن زياد وقال: وبك جرأة لجوابي وفيك بقية للردّ عليّ؟! اذهبوا به فاضربوا عنقه.

فتعلّقت به عمّته زينب وقالت: يابن زياد، حسبك من دمائنا، واعتنقته وقالت: لا والله لا اُفارقه فإن قتلته فاقتلني معه، فقال لها علىّ: اسكتي يا عمّة حتى اُكلّمه، ثمّ أقبل عليه فقال: أبالقتل تهدّدني يابن زياد؟ أما علمت أن القتل لنا عادة وكرامتنا من الله الشهادة؟ ثمّ أمر ابن زياد بزين العابدين وأهل بيته فحملوا إلى دار بجنب المسجد الأعظم.

## مكانته العلمية
عاش علي بن الحسين في المدينة المنورة في وقت كانت تحتضن فيه ثلّة من علماء الصحابة مع علماء التابعين.
و مما قيل فيه، قول الزهري: (ما كان أكثر مجالستي مع علي بن الحسين، وما رأيت أحدًا كان أفقه منه).
ومن العلماء الذين تتلمذوا على يديه، وينقلون عنه الحديث، وكما أحصاهم الذهبي : ابنه محمد الباقر وعمر، وزيد، وعبد الله، والزهري، وعمرو بن دينار، والحكم بن عُتيبة، وزيد بن أسلم، ويحيى بن سعيد، وأبو الزناد، وعلي بن جدعان، ومسلم البطين، وحبيب بن أبي ثابت، وعاصم بن عبيد الله، وعاصم بن عمر ابن قتادة بن النعمان، وأبوه عمر بن قتادة، والقعقاع بن حكيم، وأبو الاَسود يتيم عروة، وهشام بن عروة بن الزبير، وأبو الزبير المكي وأبو حازم الاَعرج، وعبد الله بن مسلم بن هرمز، ومحمد بن الفرات التميمي، والمنهال بن عمرو، وخلق سواهم. وقد حدّث عنه أبو سلمة وطاووس، وهما من طبقته. غير هؤلاء رجال من خاصة شيعته من أهل العلم، منهم : أبان بن تغلب، وأبو حمزة الثمالي، وغيرهم ممن أخذوا عنه علوم الشريعة من تفسير القرآن والعلم بمحكمة ومتشابهه وناسخه ومنسوخه وأحكامه وآدابه، والسُنّة النبوية روايةً وتدوينًا، إلى أحكام الشريعة، حلالها وحرامها وآدابها، إلى الأمر بالمعروف والنهي عن المنكر.

## الخلفاء المعاصرون لعلي بن الحسين
عاصر من الخلفاء الأمويين:
- معاوية بن أبي سفيان
- يزيد بن معاوية
- معاوية بن يزيد
- مروان بن الحكم
- عبد الملك بن مروان
- الوليد بن عبد الملك

## قصيدة الفرزدق في علي بن الحسين
يُروى: أن هشام‌ بن‌ عبد الملك‌ حج فلم‌ يقدر علی‌ الاستلام‌ من‌ الزحام‌. فنُصب‌ له‌ منبر فجلس‌ علیه‌ وأطاف‌ به‌ أهل‌ الشام‌، فبينما هو كذلك‌ إذ أقبل‌ عليّ بن‌ الحسين‌‌ وعلیه‌ إزار ورداء، من‌ أحسن‌ الناس‌ وجهًا وأطيبهم‌ رائحةً، بين‌ عينيه‌ سجّادة‌. فجعل‌ يطوف‌، فإذا بلغ‌ إلی‌ موضع‌ الحجر تنحّي‌ الناس‌ حتّى يستلمه‌ هيبةً له‌. فقال‌ شامي‌ّ: مَنْ هَذَا يَا أَمِيرَ المُؤْمِنِينَ؟!
فنكره هشام وقال: لاَ أَعْرِفُهُ؛ لئلّا يرغب‌ فيه‌ أهل‌ الشام‌.
فقال‌ الفرزدق‌ (وكان‌ من‌ شعراء بني‌ أُميّة‌ ومادحيهم‌) وكان‌ حاضرًا: لكنّي‌ أنا أعرفه‌.
فقال‌ الرجل الشامي‌ّ: مَن‌ هو يا أبا فراس‌؟! فأنشأ قصيدة‌ ذكر بعضها في‌ «الأغاني‌»، و«الحلية» و«الحماسة‌»، والقصيدة‌ بتمامها هذه‌:
فغضب‌ هشام‌ ومنع‌ جائزته‌ وقال‌: أَلاَ قُلْتَ فِينَا مِثْلَهَا؟! قال‌: هَاتِ جَدًَّا كَجَدِّهِ، وَأَبَا كَأَبِيهِ، وَأُمَّا كَأُمِّهِ حَتَّي‌ أَقُولَ فِيكُمْ مِثْلَهَا! فامر هشام بحبسه‌ بعُسفَان‌ بين‌ مكّة‌ والمدينة‌: فبلغ‌ ذلك‌ عليُ بن الحسين‌ ، فبعث‌ إلیه‌ باثني‌ عشر ألف‌ درهم‌، وقال‌: أَعْذِرْنَا يَا أَبَا فِرَاسٍ، فَلَوْ كَانَ عِنْدَنَا أَكْثَرُ مِنْ هَذَا لَوَصَلْنَاكَ بِهِ! فردّها وقال‌: يَابْنَ رَسُولِ اللَهِ! مَا قُلْتُ الَّذِي‌ قُلْتُ إلاَّ غَضَبًا لِلَّهِ وَلِرَسُولِهِ! وَمَا كُنْتُ لاِرْزَأَ عَلَیهِ شَيْئًا. فردّها إلیه‌ وقال‌: بِحَقِّي‌ عَلَیكَ لَمَّا قَبِلْتَهَا فَقَدْ رَأَي‌ اللَهُ مَكَانَكَ وَعَلِمَ نِيَّتَكَ! فقبلها. فجعل‌ الفرزدق‌ يهجو هشامًا وهو في‌ الحبس‌، فكان‌ ممّا هجاه‌ به‌ قوله‌:
أَيَحْبِسُنِي‌ بَيْنَ المَدِينَةِ وَالَّتِي‌ إلَیهَا قُلُوبُ النَّاسِ يَهْوِي‌ مُنِيبُهَا
يُقَلِّبُ رَأْسًا لَمْ يَكُنْ رَأْسَ سَيِّدٍ وَعَيْنًَا لَهُ حَوْلاَءَ بَادٍ عُيُوبُهَا
فأُخبر هشام‌ بذلك‌ فأطلقه‌. وفي‌ رواية‌ أبي‌ بكر العلاّف‌ أنّه‌ أخرجه‌ إلی‌ البصرة‌.

## آثارة العلمية
- الصحيفة السجادية: كتاب يحوي على الأدعية التي يطلب فيها العفو من الله تعالى وكرمه والتوسّل إليه. وقد قال الشيخ الطنطاوي صاحب التفسير المعروف: «ومن الشقاء إنا إلى الآن لم نقف على هذا الأثر القيم الخالد في مواريث النبوة وأهل البيت، وإني كلما تأملتها رأيتها فوق كلام المخلوق، دون كلام الخالق» (مقدمة الصحيفة بقلم العلامّة المرعشي 28).
- رسالة الحقوق: وهي رسائل في أنواع الحقوق، حيث يذكر الإمام فيها حقوق الله سبحانه على الإنسان، وحقوق نفسه عليه، وحقوق أعضائه من اللسان والسمع والبصر والرجلين واليدين والبطن والفرج، ثمّ يذكر حقوق الأفعال، من الصلاة والصوم والحج والصدقة والهدي... التي تبلغ خمسين حقًّا، آخرها حق الذمّة.

## أقواله
- أصبحت مطلوبًا بثمان : الله يطالبني بالفرائض، والنبي بالسُنّة، والعيال بالقوت، والنفس بالشهوة، والشيطان باتّباعه، والحافظان بصدق العمل، وملك الموت بالروح، والقبر بالجسد.. فأنا بين هذه الخصال مطلوب... »[39]
- «إذا رأيتم الرجل قد حسُنَ سمتُه وهديه، وتمادى في منطقه وتخاضع في حركاته، فرويدًا لا يغرنكم، فما أكثر من يعجزه تناول الدنيا وركوب الحرام فيها، لضعف بنيته ومهانته وجبن قلبه، فنصبَ الدين فخًا له، فهو لا يزال يُختل الناس بظاهره، فإنّ تمكن من حرام اقتحمه، وإذا وجدتموه يعفّ عن المال الحرام فرويدًا لا يغرّنّكم، فإنّ شهوات الخلق مختلفة، فما أكثر من يتأبّى من الحرام وإن كثر، ويحمل نفسه على شوهاء قبيحة، فيأتي منها محرمًا، فإذا رأيتموه كذلك، فرويدًا حتى لا يغرّنّكم عقده وعقله، فما أكثر من ترك ذلك أجمع ثمّ لا يرجع إلى عقل متين، فيكون ما يفسده بجهله أكثر مما يصلحه بعقله... فإذا وجدتم عقله متينًا فرويدًا لا يغرنكم حتى تنظروا أيكون هواه على عقله، أم يكون عقله على هواه ؟ وكيف محبته للرياسة الباطلة وزهده فيها ؟ فإنّ في الناس من يترك الدنيا للدنيا، ويرى لذّة الرياسة الباطلة أفضل من رياسة الأموال والنعم المباحة المحللة، فيترك ذلك أجمع طلبًا للرياسة، حتى إذا قيل له اتق الله أخذته العزّة بالاثم فحسبه جهنم وبئس المهاد... فهو يحلّ ما حرم الله، ويحرم ما أحلَّ الله لا يبالي ما فات من دينه إذا سلمت له الرياسة التي قد شقي من أجلها، فاولئك الذين غضب الله عليهم ولعنهم وأعدّ لهم عذابًا أليما... ».
- أيُّها الناس، اتقوا الله، واعلموا أنكم إليه راجعون، فتجد كلّ نفسٍ ما عملت من خيرٍ محضرًا... ويحذّركم الله نفسه... ويحك ابن آدم، إن أجلك أسرع شيء إليك، ويوشك أن يدركك، فكأنك قد أوفيت أجلك، وقد قبض الملك روحك، وصُيّرت إلى قبرك وحيدًا... فان كنت عارفًا بدينك متّبعًا للصادقين، مواليًا لاَولياء الله، لقّنك الله حجتك، وأنطق لسانك بالصواب، فأحسنت الجواب، وبُشّرت بالجنّة والرضوان من الله، واستقبلتك الملائكة بالروح والريحان، وإن لم تكن كذلك تلجلج لسانك، ودُحضت حجتك، وعييت عن الجواب وبُشرت بالنار، واستقبلتك ملائكة العذاب بنُزُلٍ من حميم، وتصلية جحيم.. » [40][41][42]

انا ابن الخيرتين وسبب ذلك أن النبى قال فيما روى " لله من عباده خيرتان، فخيرته من العرب قريش، وخيرته من العجم فارس وعلي زين العابدين قرشى الأب وفارسي الأم.(قال الحافظ ابن حجر في الإصابة في تمييز الصحابة عبد الله بن رزق المخزومي ويقال الرومي روى عن النبي صلى الله عليه وسلم في فضل قريش وفارس روى عنه عمران بن أبي أنس ذكره بن شاهين وابن منده من طريق معن بن عيسى عمن حدثه عن عمران وقال ابن منده لا يعرف له صحبة ولا رؤية).
- ومن أقواله أيضا القصيدة ليس الغريب التي مطلعها:

لَيْسَ الغَريبُ غَريبَ الشَّأمِ واليَمَنِ * إِنَّ الغَريبَ غَريبُ اللَّحدِ والكَفَنِ
إِنَّ الغَريِبَ لَهُ حَقٌّ لِغُرْبَتـِهِ * على الْمُقيمينَ في الأَوطــانِ والسَّكَنِ

## وفاته
قتل علي السجاد مسموماً على يد سادس خلفاء بني أمية الوليد بن عبد الملك بالسم الذي دسه عامله على المدينة وفارق الحياة في 25 محرم سنة 95 للهجرة وله من العمر 57 سنة ودفن في البقيع إلى جانب قبر عمّه الحسن بن علي.

## طالع أيضًا
- خطبة علي بن الحسين في الشام
- إمامة

## أئمة الشيعة
| ألقاب شيعيَّة        | ألقاب شيعيَّة                                   | ألقاب شيعيَّة      |
| ------------------ | --------------------------------------------- | ---------------- |
| سبقه الحسين بن علي | رابع الأئمة عند الشيعة الإثنا عشرية 680 – 713 | تبعه محمد الباقر |